# Un amour de jeunesse
Un amour de jeunesse is een Frans-Duitse dramafilm uit 2011, geschreven en geregisseerd door Mia Hansen-Løve. 

## Verhaal
De romance tussen de 15-jarige Camille en de 19-jarige Sullivan begint tijdens hun tienerjaren in februari 1999. Als Sullivan vertrekt na hun gezamenlijke vakantie in de Ardèche en later ook niet meer schrijft ontmoet ze de beroemde architect-leraar Lorenz die haar zelfvertrouwen herstelt. In 2007 krijgt het een vervolg als Sullivan weer opduikt in Camilles leven. Het lijkt goed te gaan, maar al gauw komen de oude gevoelens terug en wordt Camilles hart opnieuw verscheurd.

## Rolverdeling
- Lola Créton: Camille
- Sebastian Urzendowsky: Sullivan
- Magne-Håvard Brekke: Lorenz
- Valérie Bonneton: Camille's moeder
- Serge Renko: Camille's vader
- Özay Fecht: Sullivan's moeder